# Pedro Núñez (obispo)
Para otros personajes de nombre similar, véase Pedro Núñez.
Pedro Núñez (?-San Pedro de Montes, c. 1089) fue obispo de Astorga en el siglo XI.
Sucesor inmediato de San Ordoño, fue contemporáneo de las guerras habidas entre los tres reyes hermanos Alfonso VI de León, Sancho II de Castilla y García de Galicia tras la muerte de su padre Fernando I de León, de la de los tres Sanchos y de las de todos ellos contra los reinos taifas. 
Consta su titularidad en el episcopado por documentos fechados desde el 10 de noviembre de 1065, entre ellos la donación que Urraca de Zamora hizo a la catedral de Santiago en 1066, la cesión de la aldea de Columbrianos a la iglesia de Astorga en 1068, la consagración de la catedral de Astorga en 1069, el testamento del obispo de León Pelayo Tedóniz en 1073, la donación de la villa de Ataulio a la diócesis de Oviedo en 1080 o los fueros concedidos a Sahagún en 1085.  
Los últimos años de su obispado son confusos: fue depuesto de su dignidad y recluido en el monasterio de San Pedro de Montes, sin que se sepan los motivos, y aunque siguió manteniendo el título episcopal, entre 1073 y 1080 aparece un tal Osmundo como regente de la diócesis en su ausencia; entre 1080 y 1082 la sede asturicense estuvo encabezada por el obispo Bernardo, que contra el derecho canónico lo era también de Palencia, y a partir de este último año Osmundo fue obispo titular de Astorga. 
El último documento que menciona a Pedro Núñez data del año 1089, por lo que se supone que murió en esta fecha. 
| Predecesor: San Ordoño | Obispo de Astorga 1065 – c. 1080 | Sucesor: Bernardo |